# Valsartan
Il  valsartan  è un sartano di indicazione specifica contro l'ipertensione.

## Indicazioni
È utilizzato come medicinale in cardiologia contro lo scompenso cardiaco, ipertensione, e trattamento post infarto. 
L'associazione tra sacubitril e valsartan trova indicazione nel trattamento dell'insufficienza cardiaca con bassa frazione di eiezione.

## Controindicazioni
Controindicata in caso di insufficienza epatica e renale, da controllare la quantità di potassio, da evitare in gravidanza e durante l'allattamento.

## Avvertenze
Pazienti anziani: sebbene i pazienti anziani risultino più sensibili al trattamento farmacologico, non è richiesta una riduzione del dosaggio del farmaco.
Etnia afro-americana: gli antagonisti del recettore dell'angiotensina possono essere meno efficaci nel trattamento dell'ipertensione nei pazienti di etnia afro-americana rispetto ai pazienti di etnia caucasica.

## Dosaggi
- Ipertensione, 80 mg al giorno (dose massima 320 mg al giorno)
- Profilassi post infarto miocardico acuto, 20 mg 2 volte al giorno (dose massima 320 mg al giorno)

## Farmacodinamica
I sartani sono antagonisti dei recettori dell'angiotensina II e impediscono l'interazione tra tale forma di angiotensina e i recettori tissutali denominati AT1 (e anche AT2).
Il blocco dell'AT1 produce effetti simili agli ace-inibitori senza l'effetto collaterale più diffuso (la tosse).

## Effetti indesiderati
Alcuni degli effetti indesiderati sono ipotensione, cefalea, iponatremia, gotta, vertigini, nausea, impotenza, vomito, febbre, ipercalcemia, ipoglicemia, iperuricemia, affaticamento.

## 2018: il caso dei lotti ritirati contaminati da NDMA
Il 5 luglio 2018 l’Agenzia italiana del farmaco (AIFA)
, assieme all'Agenzia europea l'EMA, hanno disposto il ritiro immediato di diversi lotti di farmaci a base del principio attivo valsartan per un difetto di qualità: un'impurità - la presenza di N-nitrosodimetilamina (NDMA), classificata come «probabilmente cancerogena» - è stata riscontrata su 748 lotti di farmaci prodotti da 15 diverse aziende farmaceutiche che contengono il principio attivo valsartan. Tale impurità sono emerse durante la produzione nello stabilimento della Zhejiang Huahai Pharmaceuticals, nel distretto di Chuannan (Sichuan), in Cina.